# Sharon da Vale
Sharon da Vale (* 8. Juni 1976 in West-Berlin) ist eine deutsche Pornodarstellerin.

## Leben
Da Vale besuchte die Pflichtschule in Berlin, anschließend absolvierte sie eine Ausbildung zur Bürokauffrau. Nebenher arbeitete sie als Fotomodell für diverse Jahreskalender und wurde so von einem Erotikproduzenten entdeckt.
Im Jahr 2003 wurde da Vale zur Gewinnerin des Venus-Awards als beste Nachwuchsdarstellerin im Rahmen der Venus Berlin gekürt. 2005 war sie im Musikvideo „NDW“ von Aggro Berlin zu sehen. Es folgten Filmproduktionen und Touren im Show-Bereich für Beate Uhse. Ferner hatte sie eine Nebenrolle im Mario-Barth-Film Männersache.

## Auszeichnungen
- 2003: Venus Award als Beste Nachwuchsdarstellerin
- 2010: Erotixxx Award – Pornstar of the Year
- 2011: Venus Award – "Best Erotic Entertainment Duo Germany"[2]
- 2012: Erotic Lounge Awards: Nominierung Beste Darstellerin[3]

## Filmografie (Auswahl)
- 2002: Maximum Perversum 77: Arsch auf ich will kommen
- 2002: Teeny Exzesse 68: Kesse Bienen
- 2004: Cabaret der Lust